# Economia de la Unió Europea
L'economia de la Unió Europea (UE) genera un PIB de més de 16,4 bilions d'euros (2019). L'economia de la UE consisteix en un mercat interior i la UE és representada com a entitat unificada a l'Organització Mundial del Comerç (OMC).

## Moneda
L'euro és la moneda oficial de la Unió Europea, que el fa servir en tots els seus documents i polítiques. El Pacte d'Estabilitat i Creixement estableix els criteris fiscals que cal seguir per garantir l'estabilitat la convergència econòmica. L'euro també és la moneda més estesa de la UE, car es fa servir a disset estats membres coneguts col·lectivament com a eurozona o zona euro.
Llevat de Dinamarca, que té una clàusula d'excepció, els estats membres que encara no ho han fet estan obligats a adoptar l'euro una vegada hagin complit els requisits necessaris. A la pràctica, Suècia també gaudeix d'una clàusula d'excepció, car pot decidir si vol unir-se al mecanisme de tipus de canvi (un prerequisit) o no. La resta d'estats, en canvi, es comprometeren a adoptar l'euro als seus respectius Tractats d'Adhesió.

## Pressupost
El pressupost de la UE fou fixat en 1.074.000 milions d'euros per al període 2021–2027.

## Variació econòmica
La taula següent mostra el PIB i el PIB (PPA) per capita de la Unió Europea i cadascun dels seus 27 estats membres, ordenats per PIB (PPA). Aquestes dades proporcionen una indicació general del nivell de vida relatiu dels diferents estats membres, des de Luxemburg fins a Bulgària. L'Eurostat, amb seu a Luxemburg, és l'Oficina Estadística de les Comunitats Europees i publica dades anuals de PIB dels estats membres i de la UE en general, que s'actualitzen periòdicament i serveixen per mesurar la riquesa de la UE i establir una base per les seves polítiques pressupostàries i econòmiques.

### Estats membres
| Estats membres  | PIB de 2011 en milions d'euros | Població en milions de persones | PIB (PPA) per capita de 2011 en euros | PIB (nominal) per capita de 2011 en euros | PIB (PPA) per capita de 2011 85% | Eurozona sí/no |
| --------------- | ------------------------------ | ------------------------------- | ------------------------------------- | ----------------------------------------- | -------------------------------- | -------------- |
| Unió Europea    | 12.629.458                     | 501                             | 25.200                                | 25.200                                    | 100,0%                           |                |
| Alemanya        | 2.770.800                      | 81,4                            | 30.300                                | 31.700                                    | 120%                             | sí             |
| França          | 2.190.000                      | 63,3                            | 27.000                                | 30.600                                    | 107%                             | sí             |
| Regne Unit1     | 1.737.089                      | 62,6                            | 27.300                                | 27.700                                    | 108%                             | no             |
| Itàlia          | 1.580.220                      | 61,5                            | 25.300                                | 26.000                                    | 101%                             | sí             |
| Espanya         | 1.073.383                      | 46,0                            | 24.900                                | 23.100                                    | 99%                              | sí             |
| Països Baixos   | 602.105                        | 16,6                            | 32.900                                | 36.100                                    | 131%                             | sí             |
| Suècia          | 387.059                        | 9,3                             | 31.700                                | 41.000                                    | 126%                             | no             |
| Polònia         | 370.013                        | 38,2                            | 16.300                                | 9.300 (2010)                              | 65%                              | no             |
| Bèlgica         | 368.304                        | 10,8                            | 29.800                                | 33.700                                    | 118%                             | sí             |
| Àustria         | 301.308                        | 8,4                             | 32.200                                | 35.700                                    | 129%                             | sí             |
| Dinamarca       | 239.776                        | 5,5                             | 31.400                                | 43.000                                    | 125%                             | no             |
| Grècia          | 215.088 (p)                    | 11,3                            | 20.700 (p)                            | 19.000                                    | 82%                              | sí             |
| Finlàndia       | 191.571                        | 5,3                             | 28.900                                | 35.200                                    | 116%                             | sí             |
| Portugal        | 171.016                        | 10,6                            | 19.400                                | 16.000                                    | 77%                              | sí             |
| Irlanda         | 156.438                        | 4,4                             | 31.900                                | 34.900 (2010)                             | 127%                             | sí             |
| República Txeca | 154.913                        | 10,5                            | 20.000                                | 14.700                                    | 80%                              | no             |
| Romania         | 136.480                        | 21,5                            | 12.300                                | 5.800 (2010)                              | 49%                              | no             |
| Hongria         | 100.778                        | 10,0                            | 16.500                                | 10.100                                    | 66%                              | no             |
| Eslovàquia      | 69.058                         | 5,4                             | 18.400                                | 12.700                                    | 73%                              | sí             |
| Croàcia2        | 45.867                         | 4,5                             | 15.300                                | 10.400 (p) (2010)                         | 61%                              | no             |
| Luxemburg       | 42.822                         | 0,5                             | 68.900                                | 82.700                                    | 274%                             | sí             |
| Bulgària        | 38.483                         | 7,6                             | 11.300                                | 4.800 (2010)                              | 45%                              | no             |
| Eslovènia       | 35.639                         | 2,0                             | 21.000                                | 17.400                                    | 84%                              | sí             |
| Lituània        | 30.705                         | 3,2                             | 15.500                                | 9.500                                     | 62%                              | si             |
| Letònia         | 20.050                         | 2,2                             | 14.600                                | 9.800                                     | 58%                              | si             |
| Xipre           | 17.761                         | 0,8                             | 23.000                                | 20.600                                    | 92%                              | sí             |
| Estònia         | 15.973                         | 1,3                             | 16.800                                | 11.900                                    | 67%                              | sí             |
| Malta           | 6.393                          | 0,4                             | 21.100                                | 15.300                                    | 83%                              | sí             |

1 El Regne Unit va sortir de la Unió l'1 de febrer de 2020.
2 Croàcia va esdevenir membre de la unió l'1 de juliol de 2013.

### Estats candidats
| Estats candidats   | PIB de 2011 en milions d'euros | Població en milions de persones | PIB (PPA) per capita de 2011 en euros | PIB (nominal) per capita de 2011 en euros | PIB (PPA) per capita de 2011 % de la UE27 | Eurozona sí/no |
| ------------------ | ------------------------------ | ------------------------------- | ------------------------------------- | ----------------------------------------- | ----------------------------------------- | -------------- |
| Islàndia           | 10.099                         | 0,3                             | 27.600                                | 31.700                                    | 110%                                      | no             |
| Turquia            | 553.894                        | 71,0                            | 13.400                                | 7.500                                     | 52%                                       | no             |
| Macedònia del Nord | 7.313                          | 2,0                             | 9.000                                 | 3.400 (2010)                              | 36%                                       | no             |
| Montenegro         |                                | 0,6                             | 10.800                                |                                           | 43%                                       | no*            |
| Sèrbia             | 34.740                         | 7,3                             | 8.800                                 | 4.686                                     | 35%                                       | no             |
| Kosovo             |                                | 1,8                             |                                       |                                           |                                           | no*            |

* Tant Montenegro com Kosovo fan servir l'Euro sense ni formar part de la zona euro ni tenir cap acord amb la Unió Europea.

### Estats sol·licitants
| Estats sol·licitants | PIB de 2010 en milions d'euros | Població en milions de persones | PIB (PPA) per capita de 2011 en euros | PIB (nominal) per capita de 2009 en euros | GDP (PPP) per capita 2011 % de la UE27 | Eurozona sí/no |
| -------------------- | ------------------------------ | ------------------------------- | ------------------------------------- | ----------------------------------------- | -------------------------------------- | -------------- |
| Albània              | 8,975                          | 3,2                             | 7.800 (e)                             | 2.803                                     | 31%                                    | no             |
| Bòsnia i Hercegovina |                                | 3,8                             | 7.300                                 |                                           | 29%                                    | no             |